# Список плазунів Ірландії
Цей список є списком видів плазунів, спостережених на території Ірландії. В Ірландії трапляється вісім видів плазунів: два види ящірок та 6 видів черепах.

## Позначки
Теги, що використовуються для виділення охоронного статусу кожного виду за оцінками МСОП:
| EX | Extinct               | Зниклий                          |
| CR | Critically Endangered | Перебуває під критичною загрозою |
| EN | Endangered            | Перебуває під загрозою           |
| VU | Vulnerable            | Уразливий                        |
| NT | Near Threatened       | Близький до загрозливого стану   |
| LC | Least Concern         | У найменшій загрозі              |
| DD | Data Deficient        | Відомості недостатні             |
| NE | Not Evaluated         | Види з недослідженим статусом    |

Інші теги, що використовуються для виділення окремих видів:
| I | Introduced | Інтродукований |

## Ряд Лускаті (Squamata)
Найбільший ряд плазунів. До лускатих включають змій та ящірок. Налічує понад 5 тис. видів, з них в Ірландії трапляється 2 види ящірок. Змії в Ірландії відсутні.

### Родина Ящіркові (Lacertidae)
| Українська назва              | Латинська назва  | Автор таксона     | Статус МСОП | Поширення в Ірландії      | Зображення |
| Ряд: Лускаті (Squamata)       |                  |                   |             |                           |            |
| Родина: Ящіркові (Lacertidae) |                  |                   |             |                           |            |
| Ящірка живородна              | Zootoca vivipara | von Jacquin, 1787 | LC          | Поширена по всій Ірландії |            |

### Родина Веретільницеві (Anguidae)
| Українська назва                  | Латинська назва | Автор таксона  | Статус МСОП | Поширення в Ірландії           | Зображення |
| Ряд: Лускаті (Squamata)           |                 |                |             |                                |            |
| Родина: Веретільницеві (Anguidae) |                 |                |             |                                |            |
| Веретільниця ламка                | Anguis fragilis | Linnaeus, 1758 | LC І        | Інтродукований у районі Буррен |            |

## Ряд Черепахи (Testudines)
У світі відомо понад 230 видів черепах, з яких в Ірландії спостерігається 6 видів.

### Родина Безщиткові черепахи (Dermochelyidae)
| Українська назва                             | Латинська назва      | Автор таксона    | Статус МСОП | Поширення в Ірландії | Зображення |
| Ряд: Черепахи (Testudines)                   |                      |                  |             |                      |            |
| Родина: Безщиткові черепахи (Dermochelyidae) |                      |                  |             |                      |            |
| Шкіряста черепаха                            | Dermochelys coriacea | (Vandelli, 1761) | VU          | Зрідка у морі        |            |

### Родина Морські черепахи (Cheloniidae)
| Українська назва                       | Латинська назва        | Автор таксона    | Статус МСОП | Поширення в Ірландії                    | Зображення |
| Ряд: Черепахи (Testudines)             |                        |                  |             |                                         |            |
| Родина: Морські черепахи (Cheloniidae) |                        |                  |             |                                         |            |
| Зелена черепаха                        | Chelonia mydas         | Linnaeus, 1758   | EN          | Зрідка у морі біля південного узбережжя |            |
| Бісса                                  | Eretmochelys imbricata | (Linnaeus, 1766) | CR          | Зрідка у морі біля південного узбережжя |            |
| Черепаха Кемпа                         | Lepidochelys kempii    | Garman, 1880     | CR          | Зрідка у морі біля узбережжя            |            |
| Довгоголова морська черепаха           | Caretta caretta        | Linnaeus, 1758   | EN          | Зрідка у морі біля узбережжя            |            |

### Родина Прісноводні черепахи (Emydidae)
| Українська назва                        | Латинська назва   | Автор таксона               | Статус МСОП | Поширення в Ірландії                                  | Зображення |
| Ряд: Черепахи (Testudines)              |                   |                             |             |                                                       |            |
| Родина: Прісноводні черепахи (Emydidae) |                   |                             |             |                                                       |            |
| Червоновуха черепаха звичайна           | Trachemys scripta | (Thunberg in Schoepff, 1792 | LC І        | Інтродукований у Королівський канал неподалік Дубліна |            |